# بول دوكز
بول دوكز (بالإنجليزية: Paul Dukes)‏ هو مؤرخ بريطاني، ولد في 5 أبريل 1934 في ولينغتون ‏ في المملكة المتحدة.